# Teoria della preferenza rivelata
La teoria della preferenza rivelata è una teoria economica sviluppata da Paul Samuelson nel 1947.

## Teoria della preferenza rivelata
Paul Samuelson ha proposto di dedurre le preferenze dei consumatori osservandoli mentre fanno le loro scelte. Invece di porre delle domande sulle loro preferenze, proponendo una serie di panieri o complessi di beni allo scopo di ottenere le curve d'indifferenza, la teoria della preferenza rivelata si limita ad osservare il comportamento del consumatore. Infatti, facendo gli acquisti, il consumatore rivela le sue preferenze le quali sono dedotte dalle scelte che quest'ultimo pone. 
Supponiamo che il consumatore acquista il paniere o complesso di beni A (1 kg di pane e 1 litro di latte) piuttosto che il paniere B (1 hamburger e 100 gr di patate fritte). Se il paniere A costa più caro o altrettanto caro del paniere B, allora il consumatore rivela che preferisce il paniere A. Infatti, aveva abbastanza denaro per comperare anche il paniere B, tuttavia non lo ha fatto. 
In generale, considerando due panieri A e B composti rispettivamente dai beni (x1;x2) e (y1;y2), se il consumatore sceglie il paniere A, sappiamo con certezza che ha a disposizione un reddito m superiore o pari al costo di questo paniere, che è uguale a p1x1+p2x2. Ora, se anche il paniere B costa meno di m e non viene scelto, vuol dire che esso sarà un paniere che non ottimizza la scelta del consumatore. Supponendo che le sue preferenze non cambino, non deve rivelare il contrario in occasione di un altro acquisto. Per ottenere un comportamento coerente e non aleatorio, Samuelson propone l'assioma seguente:

## Assioma debole della preferenza rivelata
Se A è preferito a B allora B non deve essere preferito a A.
Con questo assioma, Samuelson è riuscito a ottenere la negatività dell'effetto di sostituzione. Ciò non è però sufficiente per fare il legame con la teoria delle scelte del consumatore. Bisogna mostrare la simmetria di questo effetto. Hendrik Houthakker ha allora proposto un assioma che considera più di due panieri.

## Assioma forte della preferenza rivelata
Sia RD la relazione «direttamente preferito» e A, B, ...,Z dei complessi di beni.
Se A RD B RD C ... R D Z allora Z non deve essere direttamente preferito a A.
Un assioma più generale è utilizzato quando si ammettano delle curve di indifferenza convesse e non strettamente convesse.

## Assioma generalizzato della preferenza rivelata
Se A RD B RD C .. R D Z allora, prendendo i prezzi quando il consumatore acquista Z, il
complesso A deve costare di più o almeno quanto costa Z. 
Un insieme di dati è conforme alla teoria della preferenza rivelata se e solo se le scelte del consumatore soddisfano l'assioma generalizzato della preferenza rivelata (GARP in inglese).
Varian ha proposto un algoritmo che permette di verificare questa conformità. 
Gli esperimenti effettuati con i consumatori rivelano che i comportamenti sono a volte incoerenti. Secondo i casi, la percentuale di consumatori incoerenti varia tra il 30% e il 60%.

## Critiche
L'uso della teoria è stato criticato in quanto i margini di errore sono abbastanza elevati per validarla pragmaticamente.